# Taipei Cinese ai Giochi della XXIV Olimpiade
Taipei Cinese partecipò ai Giochi della XXIV Olimpiade, svoltisi a Seul, Corea del Sud, dal 17 settembre al 2 ottobre 1988, con una delegazione di 61 atleti impegnati in tredici discipline.